# بروتين نووي

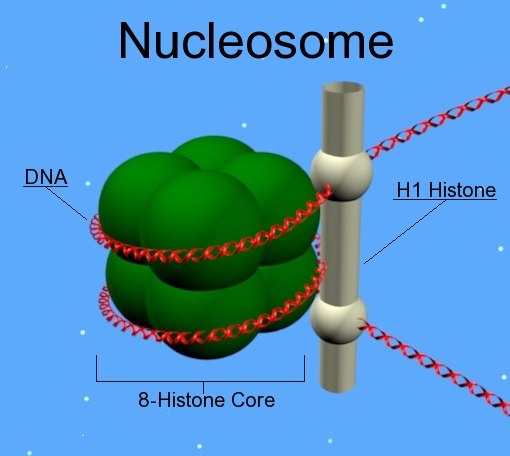

البروتين النووي (بالإنجليزية: Nucleoprotein)‏ هو أي بروتين يرتبط هيكليا مع الحمض النووي (إما دنا أو رنا).
العديد من الفيروسات تستخدم هذا البروتين وهي معروفة بكونها مضيفة له، أي أنها تجد صعوبة في نقل العدوى للأنواع التي تصيبها عادة.

## اقرأ أيضا
- إنزيم التيلوميراز العكسي